# Anemia gardneri
Anemia gardneri är en ormbunkeart som beskrevs av William Jackson Hooker. Anemia gardneri ingår i släktet Anemia och familjen Anemiaceae. Inga underarter finns listade.